# TSE énergie
 (août 2025).
Il peut être nécessaire de l'améliorer pour respecter le principe de neutralité de point de vue. 

 (août 2025).
 (août 2025).
La mise en forme du texte ne suit pas les recommandations de Wikipédia : il faut le « wikifier ».
Les points d'amélioration suivants sont les cas les plus fréquents :
- Les titres sont pré-formatés par le logiciel. Ils ne sont ni en capitales, ni en gras.
- Le texte ne doit pas être écrit en capitales (les noms de famille non plus), ni en gras, ni en italique, ni en « petit »…
- Le gras n'est utilisé que pour surligner le titre de l'article dans l'introduction, une seule fois.
- L'italique est rarement utilisé : mots en langue étrangère, titres d'œuvres, noms de bateaux, etc.
- Les citations ne sont pas en italique mais en corps de texte normal. Elles sont entourées par des guillemets français : « et ».
- Les listes à puces sont à éviter, des paragraphes rédigés étant largement préférés. Les tableaux sont à réserver à la présentation de données structurées (résultats, etc.).
- Les appels de note de bas de page (petits chiffres en exposant, introduits par l'outil «  Source ») sont à placer entre la fin de phrase et le point final[comme ça].
- Les liens internes (vers d'autres articles de Wikipédia) sont à choisir avec parcimonie. Créez des liens vers des articles approfondissant le sujet. Les termes génériques sans rapport avec le sujet sont à éviter, ainsi que les répétitions de liens vers un même terme.
- Les liens externes sont à placer uniquement dans une section « Liens externes », à la fin de l'article. Ces liens sont à choisir avec parcimonie suivant les règles définies. Si un lien sert de source à l'article, son insertion dans le texte est à faire par les notes de bas de page.
- La présentation des références doit suivre les conventions bibliographiques. Il est recommandé d'utiliser les modèles {{Ouvrage}}, {{Chapitre}}, {{Article}}, {{Lien web}} et/ou {{Bibliographie}}. Le mode d'édition visuel peut mettre en forme automatiquement les références.
- Insérer une infobox (cadre d'informations à droite) n'est pas obligatoire pour parachever la mise en page.

Pour une aide détaillée, merci de consulter Aide:Wikification.
Si vous pensez que ces points ont été résolus, vous pouvez retirer ce bandeau et améliorer la mise en forme d'un autre article.
 (août 2025).
Motif : sourçage insuffisant car local, primaire ou non directement lié à l'entreprise. Volonté publicitaire et promotionnelle manifeste.
- Archive Wikiwix
- Bing
- Cairn
- DuckDuckGo
- E. Universalis
- Gallica
- Google
- G. Books
- G. News
- G. Scholar
- Persée
- Qwant
- (zh) Baidu
- (ru) Yandex

| 1. | Préciser le motif de la pose du bandeau. | Précisez le motif de la pose du bandeau en utilisant la syntaxe suivante : {{admissibilité à vérifier\|date=août 2025\|motif=remplacez ce texte par le motif}}                   |
| 2. | Informer les utilisateurs concernés.     | Pensez à avertir le créateur de l'article, par exemple, en insérant le code ci-dessous sur sa page de discussion : {{subst:avertissement admissibilité à vérifier\|TSE énergie}} |

TSE est une entreprise française indépendante spécialisée dans la production d’énergie solaire. Elle développe et exploite des installations photovoltaïques et agrivoltaïques en France. Son parc en exploitation représente l’équivalent de la consommation de 241 000 personnes.
Elle a été cofondée en 2016 par Altus Energy et Solaïs, représentés par Mathieu Debonnet et Pierre-Yves Lambert. Son siège social est basé à Sophia-Antipolis en région PACA (06).
TSE réunit 270 collaborateurs répartis dans 15 bureaux sur le territoire.

## Historique
TSE a été créée en 2016 à Valbonne, dans les Alpes-Maritimes, avec la volonté de mettre l’innovation au service de la transition énergétique,.
Très tôt, l’entreprise s'engage dans une démarche R&D dédiée à l’agrivoltaïsme, une technologie qui permet de produire de l’énergie solaire tout en préservant l’activité agricole.
Elle a développé et mis en service la centrale solaire de Marville dans la Meuse en collaboration avec Enerparc.
TSE a inauguré sa solution d’ombrière agricole en hauteur à Amance : la canopée agricole,.
A Brouchy, dans la Somme (80), elle lance le premier site agrivoltaïque équipé d'un système d'irrigation intelligent permettant d'économiser la ressource en eau.
L'entreprise signe également son premier contrat d'achat direct d'électricité renouvelable sur une durée de 20 ans avec BioMérieux.
En parallèle, elle rejoint le projet de gigafactory photovoltaïque au sein du consortium Holosolis. Cette grande usine produira des cellules et panneaux photovoltaïques avec une capacité de production qui atteindra 5 GW par an, soit l’équivalent de 10 millions de panneaux photovoltaïques et des besoins énergétiques d’un million de foyers.
Puis TSE s'associe à Lhyfe, producteur et fournisseur d’hydrogène vert et renouvelable, pour acquérir l’ancien site des Fonderies du Poitou et y développer un hub énergétique vert,.
Ces réalisations permettent à l'entreprise d'être lauréate 2025 du French Tech 120 et d'intégrer le classement des 120 start-ups françaises à fort potentiel.

## Activités
Les activités de TSE concernent toute la chaine de valeur : la R&D, la conception, le financement, la réalisation et l’exploitation de centrales solaires photovoltaïques et agrivoltaïques en France.

## Finances
En 2023, TSE lève 160 millions d’euros en capital et intègre trois nouveaux investisseurs : Eurazeo , Bpifrance et un pool d’investisseurs du groupe Crédit Agricole, représenté notamment par IDIA Capital Investissement et Amundi,,.
En 2024, TSE lève plus de 220 millions d’euros avec 158 millions en financement de projets et 65 millions d’euros d’obligations vertes émises auprès d’Eiffel Investment Group. 

## Engagement
En région Bourgogne-Franche-Comté, TSE s’engage aux côtés de l’alliance BFC, union des coopératives agricoles Bourgogne du Sud, Dijon Céréales et Terre Comtoise, pour y développer des projets agrivoltaïques de 3 à 10 MW dans la région,. 
TSE soutient aussi la diffusion des bonnes pratiques de l'agrivoltaïsme. Elle adhère à la charte de la Plateforme verte ainsi qu'au pôle national de recherche, innovation et enseignement sur l’agrivoltaïsme de l’INRAE,. 
L'entreprise est membre de l'association France Agrivoltaïsme et participe au développement d'une filière respectueuse des agriculteurs et de l'agriculture. 
Elle accompagne les agriculteurs dans leurs actions de protection de l’environnement et signe également un partenariat avec Christiane Lambert, présidente d’EPITERRE et de la FNSEA.